# Herrarnas hopp i gymnastik vid olympiska sommarspelen 2000
Herrarnas hopp i gymnastik vid olympiska sommarspelen 2000 avgjordes den 16-25 september i Sydney SuperDome.

## Medaljörer
| Gren           | Guld                    | Silver                      | Brons               |
| Herrarnas hopp | Gervasio Deferr Spanien | Aleksej Bondarenko Ryssland | Leszek Blanik Polen |

## Resultat

### Final
| Placering | Gymnast                    | Hopp 1 | Hopp 2 | Genomsnitt |
| --------- | -------------------------- | ------ | ------ | ---------- |
|           | Gervasio Deferr (ESP)      | 9.800  | 9.625  | 9.712      |
|           | Aleksej Bondarenko (RUS)   | 9.600  | 9.575  | 9.587      |
|           | Leszek Blanik (POL)        | 9.225  | 9.725  | 9.475      |
| 4         | Aleksej Nemov (RUS)        | 9.262  | 9.650  | 9.456      |
| 5         | Sergej Febortjenko (KAZ)   | 9.212  | 9.587  | 9.399      |
| 6         | Blaine Wilson (USA)        | 9.425  | 9.300  | 9.362      |
| 7         | Ioannis Melissanidis (GRE) | 9.212  | 9.312  | 9.262      |
| 8         | Dieter Rehm (SUI)          | 9.212  | 8.800  | 9.006      |